# 庶路車站
庶路車站（日语：／ Shoro eki */?）是位於北海道白糠郡白糠町庶路甲區的北海道旅客鐵道（JR北海道）根室本線的鐵路車站。車站編號為K49。電報略號為ヨロ。
車站名稱來自通過本地的庶路川的阿伊努語的「so-oro」（有瀑布的地方）或「so-ri-oro」（瀑布很高的地方）。「瀑布之場所」是指位於庶路川上流的眾多瀑布。

## 歷史
- 1901年（明治34年）7月20日 - 以北海道官設鐵道車站開始營業。為一般車站。
- 1905年（明治38年）4月1日 - 被編入官設鐵道。
- 1971年（昭和46年）10月2日 - 廢除貨物及行李處理。車站簡易委託化。
- 1976年（昭和51年）4月13日 - 在鄰近車站內部，特急「大空」3號列車出軌翻側。
- 1987年（昭和62年）4月1日 - 國鐵分割民營化後，由JR北海道繼承。
- 1992年（平成4年）4月1日 - 車站簡易委託化，完全無人化。

## 車站構造
- 庶路車站是1面1線、側式月台的地面車站。原本連接側式月台的架空道路，現在變成可以自由通行的道路。
- 為無人車站。
- 月台上設有列車接近指示的設施。

## 車站周邊
車站的南北兩邊都是廣闊的庶路聚落，由於成為釧路市的通勤者都市，增加了不少住宅。
- 國道38號
- 釧路警察署庶路派出所
- 庶路郵政局（併設日本郵政釧路西分店庶路配送中心）
- 釧路白糠工業村
- 釧路巴士「庶路車站」車站

## 相鄰車站
北海道旅客鐵道（JR北海道）
■根室本線
西庶路（K48）－庶路（K49）－（東庶路信號場）－大樂毛（K50）

## 外部連結
- （日語）JR北海道 – 庶路車站 （页面存档备份，存于）
- （日語）庶路車站 （页面存档备份，存于）
- （日語）全驛參觀之旅 （页面存档备份，存于）